# François Van der Elst
François (Swat) Van der Elst (Opwijk, 1 december 1954 – Aalst, 11 januari 2017) was een Belgisch voetballer. Hij was een aanvallend ingestelde speler die als spits, rechtsachter of rechtsbuiten speelde. In de jaren 1970 won hij met RSC Anderlecht twee keer de Europacup II en evenveel keer de UEFA Super Cup. In 1977 werd hij topscorer van de Belgische competitie en in 1978 Europees Topschutter van de Europacup der Bekerwinnaars. Van der Elst kwam 44 keer in actie voor het Belgisch voetbalelftal, waarmee hij in 1980 de finale verloor van het Europees kampioenschap. In totaal speelde hij 304 wedstrijden en maakte hij 94 doelpunten in de Eerste klasse.
Hij was de oudere broer van voormalig voetballer Leo Van der Elst.

## Biografie

### Carrière

#### RSC Anderlecht
Van der Elst schreef zich op jonge leeftijd in bij zijn plaatselijke voetbalclub KVCE Mazenzele. Hij speelde er in de jeugdreeksen steeds op het middenveld maar viel vooral op door zijn dribbelkwaliteiten en neus voor doelpunten. In 1969 werd hij ontdekt door Hippolyte Van den Bosch, een scout van RSC Anderlecht die vroeger zelf voor de Brusselaars had gevoetbald.
Bij paars-wit werd Van der Elst omgeschoold tot een rechtsbuiten, hoewel hij ook regelmatig als spits of rechtsachter werd ingeschakeld. Op 28 november 1971 maakte de net geen 17 jaar oude Van der Elst zijn officieel debuut voor RSC Anderlecht. Hij mocht toen van de Duits-Nederlandse coach Georg Keßler invallen tegen middenmoter KFC Diest. De Brusselaars, die dat seizoen de dubbel zouden winnen, versloegen Diest met 8-1. Een seizoen later kreeg Van der Elst meer speelkansen van Keßler en veroverde hij opnieuw de beker. In de finale tegen rivaal Standard Luik mocht hij al na drie minuten invallen voor de geblesseerde rechtsachter Georges Heylens. Paars-wit won het duel met 2-1.
Zijn grote doorbraak volgde pas in het seizoen 1973/74, toen hij onder trainer Urbain Braems uitgroeide tot een titularis en goed was voor 16 doelpunten. Dat jaar veroverde hij ook zijn tweede landstitel met Anderlecht. Een jaar later won Van der Elst voor de derde keer de beker door in de finale met 1-0 te winnen van Antwerp FC.
Door de bekerzege mocht Anderlecht in het seizoen 1975/76 deelnemen aan de Europacup II. De Brusselaars, die in die dagen konden rekenen op talentvolle spelers als Rob Rensenbrink, Ludo Coeck en Arie Haan, bereikten de finale en versloegen daarin het Engelse West Ham United met 4-2. Van der Elst scoorde net als Rensenbrink twee doelpunten. De voetbalcommentator Rik De Saedeleer doopte hem toen om tot "Mister Europe" omwille van zijn vele Europese goals. Een maand later veroverde Anderlecht voor de tweede keer op rij de Belgische beker, ditmaal na een klinkende zege (4-0) tegen Lierse SK. Van der Elst scoorde het vierde en laatste doelpunt voor de Brusselaars.
In het seizoen 1976/77 greep het Anderlecht van coach Raymond Goethals net naast drie grote prijzen. Paars-wit werd vicekampioen met vier punten achterstand op Club Brugge, dat ook de bekerfinale won na een 4-3 zege tegen Anderlecht. In de Europacup II bereikten Van der Elst en zijn ploegmaats voor het tweede jaar op rij de finale, maar daarin bleek het Hamburger SV van onder meer Felix Magath en Manfred Kaltz te sterk (2-0). De enige prijs die Anderlecht wel wist te veroveren, was de UEFA Super Cup. Anderlecht versloeg Europees kampioen Bayern München over twee wedstrijden. In de met 4-1 gewonnen terugwedstrijd was Van der Elst goed voor een doelpunt. Van der Elst zelf voegde in 1977 wel nog een prijs toe aan zijn erelijst; hij werd met 21 doelpunten topschutter in de Belgische competitie.
Een seizoen later bevestigden Anderlecht en Van der Elst dat ze bij de Europese top behoorden. De Brusselaars bereikten voor het derde jaar op rij de finale van de Europacup II. Austria Wien werd in die finale met 4-0 ingeblikt. Door de nieuwe eindzege in de Europacup II mocht Anderlecht een jaar later opnieuw deelnemen aan de UEFA Super Cup. Ditmaal werd Europacup I-winnaar Liverpool FC verslagen. Van der Elst scoorde in zowel de heen- als terugwedstrijd een belangrijk doelpunt. De terugwedstrijd op Anfield Road werd ook bekend door de dichte mist die het voor televisiekijkers zo goed als onmogelijk maakte om het doelpunt van Van der Elst waar te nemen.

#### NY Cosmos
Na het seizoen 1979/80, waarin Van der Elst voor het eerst geen enkele trofee veroverde met Anderlecht, verhuisde hij naar het buitenland. Hoewel de Amerikaanse competitie in die dagen vooral bekendstond als een plaats voor topvoetballers in hun nadagen tekende de nog maar 25-jarige Van der Elst in juni 1980 een contract bij New York Cosmos. Bij het Amerikaanse sterrenelftal werd hij een ploegmaat van onder meer Johan Neeskens, Giorgio Chinaglia, Julio César Romero, Wim Rijsbergen en Franz Beckenbauer. In zijn eerste jaar in de Verenigde Staten veroverde Van der Elst meteen de landstitel.

#### West Ham United
In het seizoen 1981/82 keerde hij terug naar Europa. West Ham United, dat in 1976 twee doelpunten van Van der Elst had geïncasseerd in de Europacup II-finale, was hem nog niet vergeten en haalde hem naar de Engelse First Division. Van der Elst speelde twee seizoenen voor de Londense club, met wie hij telkens in de middenmoot eindigde.

#### Lokeren
In 1983 belandde Van der Elst terug in België. Hij tekende bij KSC Lokeren, dat twee jaar eerder nog verrassend vicekampioen was geworden. Bij de Waaslanders vormde hij aanvankelijk een gevaarlijk aanvalsduo met René van der Gijp. In zowel 1984 als 1985 eindigde hij met Lokeren op de tiende plaats in het klassement. Het daaropvolgende seizoen liep het echter meteen fout voor Van der Elst. In zijn eerste wedstrijd van het nieuwe seizoen, tegen RWDM, brak hij al na 20 minuten zijn been. De zware blessure betekende het einde van zijn spelerscarrière.

### Nationale ploeg

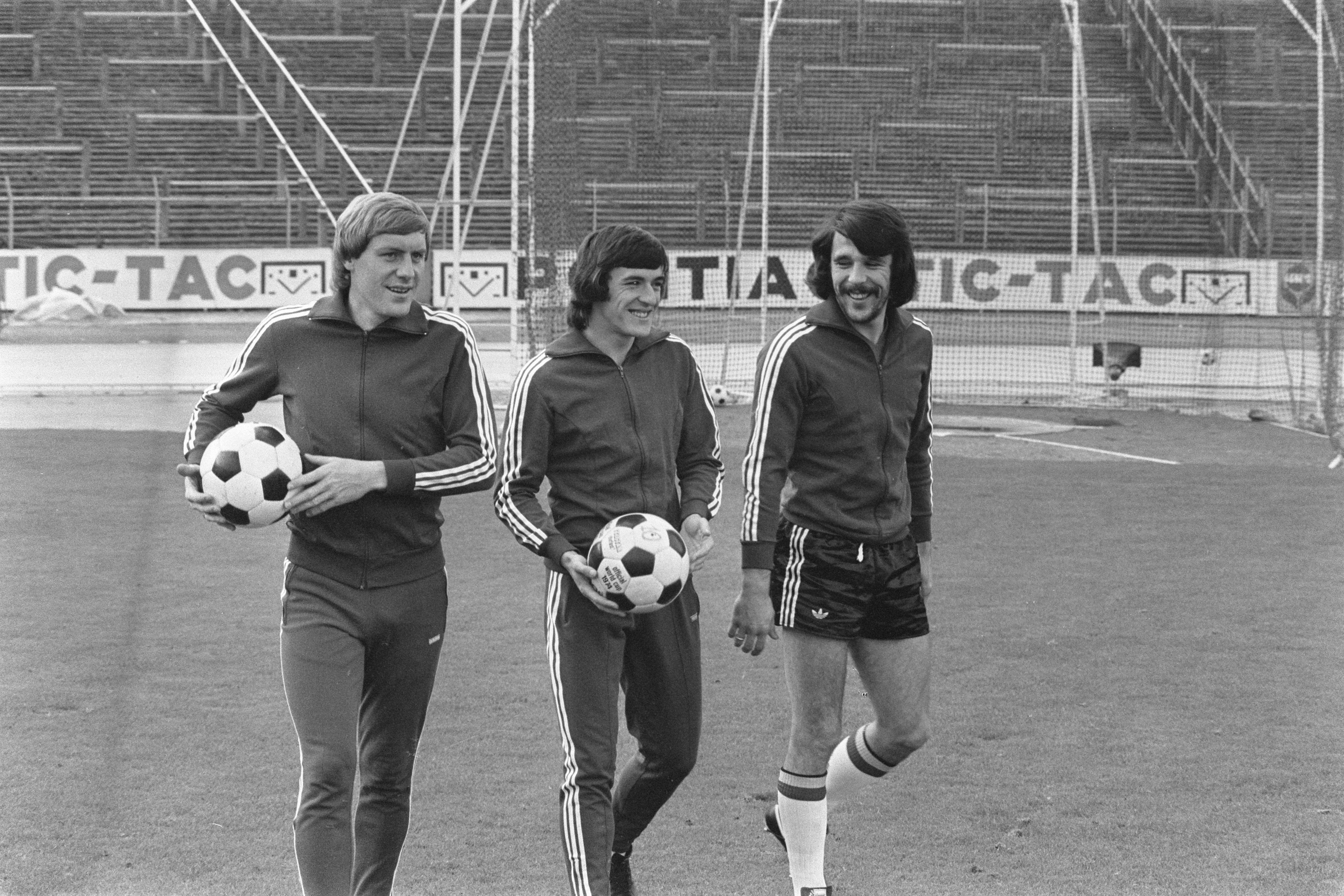
Hugo Broos, Van der Elst (midden) en Eric Gerets bij de nationale ploeg (1977).

Op 31 oktober 1973 maakte Van der Elst zijn officieel debuut voor de Rode Duivels. Hij mocht toen van bondscoach Raymond Goethals in het WK-kwalificatieduel tegen Noorwegen na 76 minuten invallen voor ploeggenoot Gilbert Van Binst. België won de wedstrijd met 2-0, maar wist zich uiteindelijk niet te plaatsen voor het WK.
Onder bondscoach Guy Thys wisten de Duivels zich wel te plaatsen voor het EK 1980 in Italië. Van der Elst, die inmiddels al een titularis was bij de nationale ploeg, bereikte met België de EK-finale. In die finale, tegen West-Duitsland, lokte Van der Elst een strafschop uit. De spits was doorgebroken en stormde op doel af toen hij door een verdediger werd aangetikt. De overtreding gebeurde buiten het strafschopgebied, maar Van der Elst liet zich pas binnen de grote rechthoek vallen. België verloor de finale uiteindelijk met 2-1.
Twee jaar later nam Van der Elst ook deel aan het WK 1982 in Spanje. De speler van West Ham United mocht tijdens het toernooi twee keer invallen. België bereikte op het WK de tweede groepsfase.
Op 9 november 1983 speelde hij als rechtermiddenvelder zijn laatste interland voor de Rode Duivels. Van der Elst werd toen in het EK-kwalificatieduel tegen Zwitserland aan de rust vervangen door Guy Vandersmissen. Een jaar later maakte zijn broer, Leo Van der Elst, zijn debuut voor de nationale ploeg.

### Interlands
| Interlands van François Van der Elst voor België | Interlands van François Van der Elst voor België | Interlands van François Van der Elst voor België | Interlands van François Van der Elst voor België | Interlands van François Van der Elst voor België | Interlands van François Van der Elst voor België |
| №                                                | Datum                                            | Wedstrijd                                        | Uitslag                                          | Competitie                                       | Goals                                            |
| ------------------------------------------------ | ------------------------------------------------ | ------------------------------------------------ | ------------------------------------------------ | ------------------------------------------------ | ------------------------------------------------ |
| 1                                                | 31 Oct 1973                                      | België – Noorwegen                               | 2–0                                              | WK-kwalificatie                                  |                                                  |
| 2                                                | 13 Mar 1974                                      | Duitse Democratische Republiek – België          | 1–0                                              | Vriendschappelijk                                |                                                  |
| 3                                                | 08 Sep 1974                                      | IJsland – België                                 | 0–2                                              | EK-kwalificatie                                  |                                                  |
| 4                                                | 12 Oct 1974                                      | België – Frankrijk                               | 2–1                                              | EK-kwalificatie                                  | Goal                                             |
| 5                                                | 07 Dec 1974                                      | Duitse Democratische Republiek – België          | 0–0                                              | EK-kwalificatie                                  |                                                  |
| 6                                                | 30 Apr 1975                                      | België – Nederland                               | 1–0                                              | Vriendschappelijk                                |                                                  |
| 7                                                | 25 Apr 1976                                      | Nederland – België                               | 5–0                                              | EK-kwalificatie                                  |                                                  |
| 8                                                | 22 May 1976                                      | België – Nederland                               | 1–2                                              | EK-kwalificatie                                  |                                                  |
| 9                                                | 05 Sep 1976                                      | IJsland – België                                 | 0–1                                              | WK-kwalificatie                                  | Goal                                             |
| 10                                               | 10 Nov 1976                                      | België – Noord-Ierland                           | 2–0                                              | WK-kwalificatie                                  |                                                  |
| 11                                               | 26 Jan 1977                                      | Italië – België                                  | 2–1                                              | Vriendschappelijk                                |                                                  |
| 12                                               | 26 Mar 1977                                      | België – Nederland                               | 0–2                                              | WK-kwalificatie                                  |                                                  |
| 13                                               | 03 Sep 1977                                      | België – IJsland                                 | 4–0                                              | WK-kwalificatie                                  |                                                  |
| 14                                               | 26 Oct 1977                                      | Nederland – België                               | 1–0                                              | WK-kwalificatie                                  |                                                  |
| 15                                               | 22 Mar 1978                                      | België – Oostenrijk                              | 1–0                                              | Vriendschappelijk                                |                                                  |
| 16                                               | 19 Apr 1978                                      | Duitse Democratische Republiek – België          | 0–0                                              | Vriendschappelijk                                |                                                  |
| 17                                               | 20 Sep 1978                                      | België – Noorwegen                               | 1–1                                              | EK-kwalificatie                                  |                                                  |
| 18                                               | 11 Oct 1978                                      | Portugal – België                                | 1–1                                              | EK-kwalificatie                                  |                                                  |
| 19                                               | 15 Nov 1978                                      | Israël – België                                  | 1–0                                              | Vriendschappelijk                                |                                                  |
| 20                                               | 28 Mar 1979                                      | België – Oostenrijk                              | 1–1                                              | EK-kwalificatie                                  |                                                  |
| 21                                               | 02 May 1979                                      | Oostenrijk – België                              | 0–0                                              | EK-kwalificatie                                  |                                                  |
| 22                                               | 12 Sep 1979                                      | Noorwegen – België                               | 1–2                                              | EK-kwalificatie                                  | Goal                                             |
| 23                                               | 26 Sep 1979                                      | Nederland – België                               | 1–0                                              | Vriendschappelijk                                |                                                  |
| 24                                               | 17 Oct 1979                                      | België – Portugal                                | 2–0                                              | EK-kwalificatie                                  | Goal                                             |
| 25                                               | 21 Nov 1979                                      | België – Schotland                               | 2–0                                              | EK-kwalificatie                                  | Goal                                             |
| 26                                               | 19 Dec 1979                                      | Schotland – België                               | 1–3                                              | EK-kwalificatie                                  | Goal · Goal                                      |
| 27                                               | 27 Feb 1980                                      | België – Luxemburg                               | 5–0                                              | Vriendschappelijk                                | Goal · Goal                                      |
| 28                                               | 18 Mar 1980                                      | België – Uruguay                                 | 2–0                                              | Vriendschappelijk                                | Goal                                             |
| 29                                               | 02 Apr 1980                                      | België – Polen                                   | 2–1                                              | Vriendschappelijk                                |                                                  |
| 30                                               | 06 Jun 1980                                      | België – Roemenië                                | 2–1                                              | Vriendschappelijk                                | Goal                                             |
| 31                                               | 12 Jun 1980                                      | België – Engeland                                | 1–1                                              | EK-eindronde                                     |                                                  |
| 32                                               | 15 Jun 1980                                      | België – Spanje                                  | 2–1                                              | EK-eindronde                                     |                                                  |
| 33                                               | 18 Jun 1980                                      | Italië – België                                  | 0–0                                              | EK-eindronde                                     |                                                  |
| 34                                               | 21 Jun 1980                                      | België – West-Duitsland                          | 1–2                                              | EK-eindronde                                     |                                                  |
| 35                                               | 28 Apr 1982                                      | België – Bulgarije                               | 2–1                                              | Vriendschappelijk                                |                                                  |
| 36                                               | 27 May 1982                                      | Denemarken – België                              | 1–0                                              | Vriendschappelijk                                |                                                  |
| 37                                               | 19 Jun 1982                                      | België – El Salvador                             | 1–0                                              | WK-eindronde                                     |                                                  |
| 38                                               | 28 Jun 1982                                      | Polen – België                                   | 3–0                                              | WK-eindronde                                     |                                                  |
| 39                                               | 15 Dec 1982                                      | België – Schotland                               | 3–2                                              | EK-kwalificatie                                  | Goal · Goal                                      |
| 40                                               | 30 Mar 1983                                      | Duitse Democratische Republiek – België          | 1–2                                              | EK-kwalificatie                                  | Goal                                             |
| 41                                               | 27 Apr 1983                                      | België – Duitse Democratische Republiek          | 2–1                                              | EK-kwalificatie                                  |                                                  |
| 42                                               | 31 May 1983                                      | Frankrijk – België                               | 1–1                                              | Vriendschappelijk                                |                                                  |
| 43                                               | 12 Oct 1983                                      | Schotland – België                               | 1–1                                              | EK-kwalificatie                                  |                                                  |
| 44                                               | 09 Nov 1983                                      | Zwitserland – België                             | 3–1                                              | EK-kwalificatie                                  |                                                  |

### Na het voetbal
Nadat hij stopte met voetballen werd Van der Elst uitbater van biljartzaal Snooker Palace in zijn geboorteplaats Opwijk.
Hij werd op 1 januari 2017 getroffen door een hartaanval. Artsen plaatsten hem vervolgens in een kunstmatig coma. Hij overleed in de nacht van 10 op 11 januari 2017. Zijn vader stierf ook na een hartaanval op 63-jarige leeftijd, op Eendracht Aalst toen Leo Van der Elst op de bank zat tijdens die wedstrijd.
De nieuwe uitbaters van zijn biljartzaal gaven hun zaak de naam "Mister Europe", te zijner nagedachtenis.

## Erelijst
| Nationaal                             |    |                        |
| Belgisch kampioen                     | 2x | 1972, 1974             |
| Beker van België                      | 4x | 1972, 1973, 1975, 1976 |
| Trofee Jules Pappaert                 | 1x | 1977                   |
| Nationale trofee voor sportverdienste | 1x | 1978                   |
| Amerikaans kampioen                   | 1x | 1980                   |
| Europees                              |    |                        |
| Europacup II                          | 2x | 1976, 1978             |
| UEFA Super Cup                        | 2x | 1976, 1978             |
| Individueel                           |    |                        |
| Topschutter in België                 | 1x | 1977                   |
| Nationale ploeg                       |    |                        |
| Europees kampioenschap                | 1x | 1980                   |

1 Custers ·
2 Gerets ·
3 L. Millecamps ·
4 Meeuws ·
5 Renquin ·
6 Cools  ·
7 Vandereycken ·
8 Van Moer ·
9 Van der Elst ·
10 Vandenbergh ·
11 Ceulemans ·
12 Pfaff ·
13 M. Martens ·
14 Plessers ·
15 Verheyen ·
16 M. Millecamps ·
17 Mommens ·
18 Dardenne ·
19 Wellens ·
20 Preud'homme ·
21 Heyligen ·
22 R. Martens ·
Coach: Thys
1 Pfaff ·
2 Gerets  ·
3 L. Millecamps ·
4 Meeuws ·
5 Renquin ·
6 Vercauteren ·
7 Vandereycken ·
8 Van Moer ·
9 Vandenbergh ·
10 Coeck ·
11 Ceulemans ·
12 Custers ·
13 Van der Elst ·
14 Baecke ·
15 De Schrijver ·
16 Plessers ·
17 Verheyen ·
18 Mommens ·
19 M. Millecamps ·
20 Vandersmissen ·
21 Czerniatynski ·
22 Munaron ·
Coach: Thys